# Abyssinier
Abyssinieren (eller abessineren) er en af de ældste kendte katteracer. Ifølge én legende menes racen delvis at nedstamme fra katte i området omkring det sydlige Egypten, nordlige Sudan og vestlige Etiopien – det gamle Abessinien.
Den er søsterrace til Somali, der dog først blev anerkendt som selvstændig race i 1982. Før den tid blev Somalien blot betragtet som en variant af Abyssinieren.
Avlsarbejdet følges for begge racers vedkommende i Danmark af SUA – specialklubben for abyssinier og somali samt DASK – Dansk Abyssinier og Somaliklub.

## Udseende
Abyssinieren er i FIFe godkendt i følgende farver:
- Vildtfarvet
- Sorrel
- Blå
- Fawn
- Sortsølv
- Sorrelsølv
- Blåsølv
- Fawnsølv

## Temperament
Abyssinieren er en særdeles livlig og kreativ kat, der finder næsten alt, hvad du som ejer laver interessant. Om du vasker op, går i bad, sidder ved skrivebordet og arbejder eller er gået i seng, så er katten altid lige i nærheden. Abyssinieren holder modsat andre katteracer også af gæster, som også ses som potentielle legekammerater.
I det hele taget er der ikke meget abyssinieren er bange for – og det er faktisk også kattens største problem. Det er ikke en katterace, der egner sig til at løbe frit rundt. Den er så nysgerrig og opsøgende, at abyssiniere ofte omkommer i trafik eller efter en hård medfart af naboens store hund. Derfor anbefaler flere danske katteforbund og -klubber (ex. JYRAK), at abyssiniere holdes i solide løbegårde eller forsvarligt indhegnede arealer.
- Wikimedia Commons har flere filer relateret til Abyssinier

- Se Wiktionarys definition på ordet abyssinier

| Dyr | Spire Denne artikel om dyr er en spire som bør udbygges. Du er velkommen til at hjælpe Wikipedia ved at udvide den. |